# Ganges-Weichschildkröte

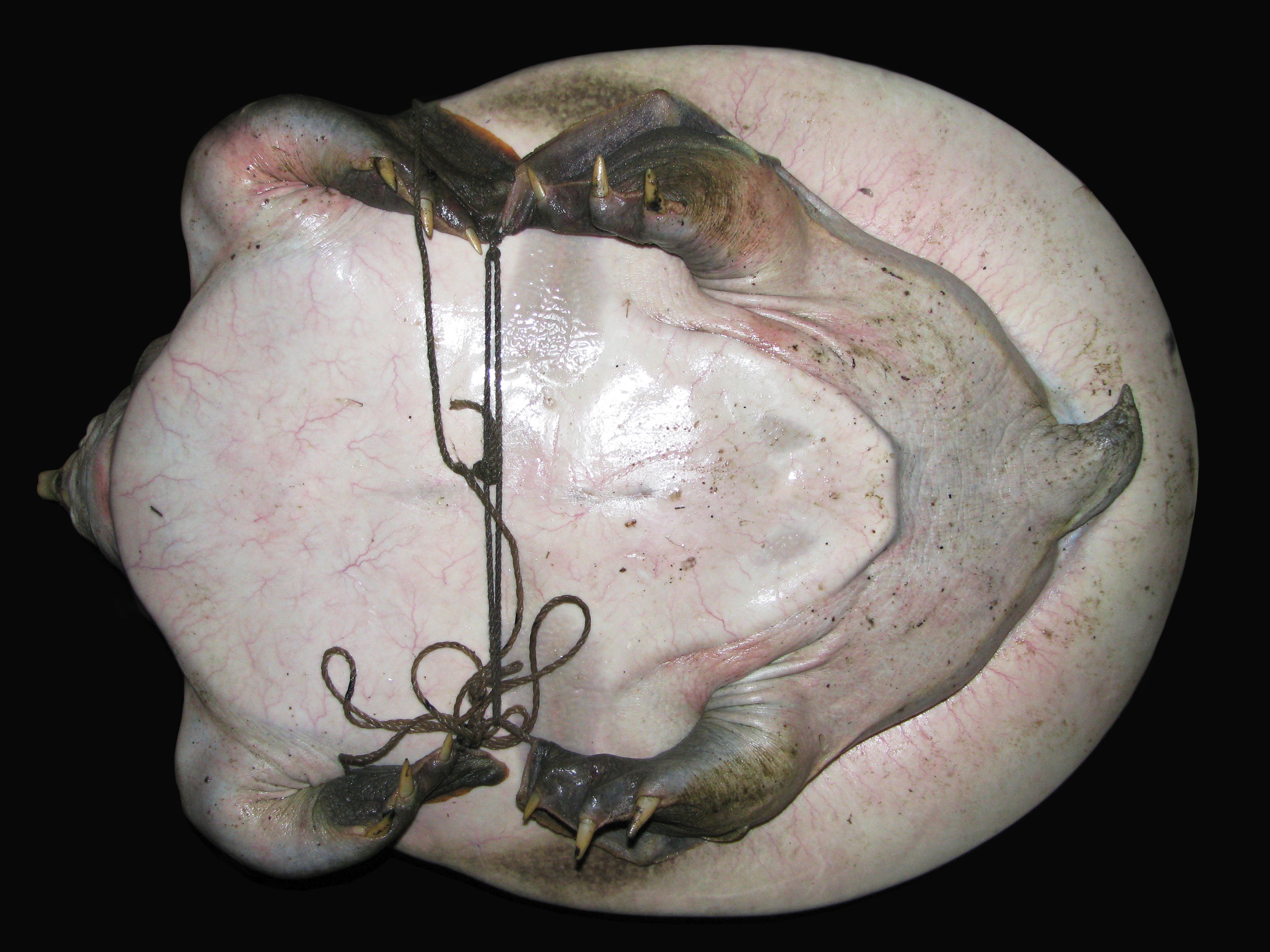
Unterseite

Die Ganges-Weichschildkröte (Nilssonia gangetica, Syn.: Aspideretes gangeticus) ist eine Art der Weichschildkröten, die der Gattung der Indischen Weichschildkröten zugerechnet wird. Sie ist im nördlichen Teil des indischen Subkontinents beheimatet und kommt dort häufig vor. Die sehr groß werdende Schildkröte gilt als aggressiv. Mit ihren kräftigen Kiefern ist sie in der Lage, auch Menschen tiefe Wunden zu reißen. Zu ihrer Nahrung zählen auch Wasservögel, die so groß wie ein Blässhuhn oder Krickenten werden.

## Erscheinungsbild
Die Ganges-Weichschildkröte hat eine Carapaxlänge von bis zu 94 Zentimeter. Der Rückenpanzer ist schwarzgrau bis dunkelgrün und ist mit einer Netzzeichnung versehen. Der Bauchpanzer dagegen ist cremefarben, rosa oder hellgelb. Der grüne Kopf weist auf der Oberseite einige schwarze Streifen auf. Der Kiefer ist gelblich, während die Kopfunterseite cremefarben ist. 
Männchen lassen sich an ihrem längeren Schwanz von den Weibchen unterscheiden. Die Kloakenöffnung befindet sich bei ihnen außerdem näher an der Schwanzspitze.

## Verbreitungsgebiet, Lebensraum und Nahrung
Das Hauptverbreitungsgebiet der Ganges-Weichschildkröten sind die Flusssysteme Indus, Ganges und Mahanadi. Sie kommt außerdem in den Flüssen Bhogava, Viswa Mitti, Tapi, Mahi, Luni und Purna vor. Abseits der Flüsse ist sie auch in Seen und Teichen zu finden. Sie gräbt sich bevorzugt am Grund des Gewässers in den Schlamm ein. 
Die Ganges-Weichschildkröte ist eine omnivore Art. Sie ist bekannt dafür, dass sie auch Blässhühner, Kormorane und Krickenten greift und unter Wasser zieht. Auch Überreste der Indischen Klappen-Weichschildkröte sind bereits in ihrem Magen gefunden worden. Zu ihrem Beutespektrum zählen außerdem Frösche, Fische, Weichtiere und Heuschrecken.

## Fortpflanzung
Die Paarungszeit fällt mit der Regenzeit zusammen und findet in niedrigem Wasser statt. Die Weibchen legen die Nistgruben ab Mai an. Nach bisherigen Funden beträgt die Gelegegröße zwischen 11 und 47 Eiern. Die Eier sind rund und hartschalig. Zwischen Eiablage und Schlupf der Jungtiere vergehen etwa 251 bis 310 Tage.

## Nachweise